# Ōishida
Ōishida (japanska: 大石田町?, Ōishida-machi) är en landskommun (köping) i Yamagata prefektur i Japan.  
I kommunen finns järnvägsstationen Ōishida på Yamagata Shinkansen som ger förbindelse med höghastighetståg till bland annat Tokyo.